# كازومي ياماشيتا
كازومي ياماشيتا (باليابانية: 山下和美؛ بالكانا: やました かずみ) هي مانغاكا يابانية، ولدت في 15 أغسطس 1959 في أوتارو في اليابان.

## روابط خارجية
- كازومي ياماشيتا على موقع ANN person (الإنجليزية)